# 2000 au Manitoba
Chronologie du Manitoba
- 1996
- 1997
- 1998
- 1999
- 2000
- 2001
- 2002
- 2003
- 2004

Cette page concerne des événements d'actualité qui se sont produits durant l'année 2000 au Manitoba, une province canadienne.

## Politique
- Premier ministre : Gary Doer
- Chef de l'Opposition :
- Lieutenant-gouverneur : Peter Liba
- Législature :

## Naissances
- 17 juillet : Maria Lourdes Aragon est une chanteuse canadienne de Winnipeg. Aragon a posté sur YouTube sa reprise de la chanson Born This Way de Lady Gaga qui est devenue virale.